# عود (قانون)
العَود في القانون هو تكرار الجريمة أي تكرار الجاني لجريمة أو عدة جرائم بعد معاقبته من أجل الجريمة السابقة .ويشمل العود كافة الجرائم دون إستثناء ويعتبر عاملا للتشديد علي الجاني وهو تعبير عن عدم توبة الأخير وتماديه في الجرم وتحديه للقانون والنظام العام.

## شروط العود
هي شروط عامة تنتفي صفتها علي الجاني بغياب أحد الشروط :

### العقاب من أجل جريمة سابقة
يعد عائدا كل من يرتكب جريمة بعد عقابه بموجب أخري، فالعود يستوجب صدور حكم بات سابق بالعقاب علي الجاني، فالأخير لا يعتبر عائدا إلا أذا صدر عليه حكما سابقا بالعقاب وأصبح هذا الحكم باتا قبل ارتكابه للجريمة الاحقة .
وللتأكد من هذا الأمر يوجب المشرع علي القاضي التثبت من محتوي بطاقة السوابق العدلية للمتهم .فلو أدانت محكمة الموضوع المتهم بوصفه عائدا علي أساس تصريحاته ودون أن يتضمن ملف القضية ما يثبت اعتمادها علي بطاقة السوابق العدلية فإن حكمها يكون ضعيف التعليل ومعرضا للنقض.
ولكن ليكون هناك عود لايكفي أن يتعلق بالمتهم حكم سابق بالعقاب، بل يجب كذالك أن يتعلق هذا الحكم بجريمة سابقة . فمثلا إذا إرتكب الجاني جريمتين وصدر عليه حكم أول بالعقاب ثم أحيل مرة أخري علي المحاكمة من أجل جريمة مغايرة فلا يعتبر المتهم عائدا لأن الحكم السابق لم يكن لنفس سبب الحكم الاحق، كما لا يؤخذ بعين الاعتبار العود في حالة المخالفات بل يؤخذ فقط في الجنح والجنايات.

### إرتكاب جريمة لاحقة خلال مدة الاختبار
بالإضافة لضرورة صدور حكم سابق بالعقاب علي الجاني، يشترط كذالك أن يعتبر أنه قد إرتكب الجريمة الاحقة خلال المدة التي يحددها القانون لاختبار قدراته علي الابتعاد نهائيا علي الجريمة وعدم الرجوع إلي الإجرام مجددا وتبدأ مدة الاختبار من تاريخ صيرورة الحكم السابق بالعقاب باتا وتختلف المدة باختلاف القانون والبلدان .

## أثار العود
يترتب عن اعتبار المتهم عائدا إلي الجريمة التشديد عليه في العقاب وذالك بالترفيع مبدئيا من الحد الأدني والحد الأقصي من العقوبة المنصوص عليها بالنسبة للجريمة الاحقة المحال من أجلها علي المحاكمة الجنائية .فيصبح الحد الأقصي لعقوبة الجريمة المنسوبة للعائد مساوية لضعف الحد الأقصي للعقوبة من العقوبة المنصوص عليها والمحددة بالنص التجريمي . ويطبق هذا النظام العقابي علي العائد عامة إلا إذا نص القانون علي نظام مغاير .